# Національне самовизначення
Самовизначення — принцип, згідно з яким кожна спільнота має невід'ємне право на вільне облаштування свого громадського і політичного життя і сама визначає форму свого правління. Цей принцип посилається на природне право, і він став з XVII ст. провідною ідеєю ліберальної політичної державної думки. Джон Локк, Жан-Жак Руссо, а також ідеологи американської і французької революцій, висунули на чільне місце ідею самовизначення; її здійснювали конституційні акти багатьох країн у XIX—XX століть.
Послідовно на цій основі підкреслюється національне самовизначення, тобто право кожного народу на визволення й утворення власної самостійної держави або добровільне влаштування взаємин з іншими державами на основі федерації чи автономії. З цього принципу виникає також прагнення членів того самого народу до об'єднання в одній національній державі (нім. та італ. рухи в XIX ст.). Самовизначення націй повинно ґрунтуватись на дотриманні індивідуальних прав людини, не залежно від її національної приналежності. Національні спільноти мають право користуватися досягненнями своєї культури, сповідувати свою релігію, а також користуватися своєю мовою у приватному житті та публічно вільно та без втручання чи дискримінації у будь-якій формі, мають право активної участі в культурному, релігійному, громадському, економічному та державному житті.
Держави вживають заходів для створення сприятливих умов для реалізації цих прав за винятком тих випадків, коли конкретна діяльність здійснюється з порушенням національного законодавства та суперечить міжнародним нормам.

## Ознаки
- є основоположним політико-правовим принципом;
- визнаний в межах міжнародного права;
- необхідним для демократичного врегулювання національних відносин;
- є передумовою та гарантією реалізації національного суверенітету;
- реалізується з дотриманням прав та свобод людини.

## Співвідношення з національним, державним та народним суверенітетом
Два поняття — національний суверенітет та право націй на самовизначення — є схожими за формою, але різняться за змістом. Національний суверенітет — це сукупність суверенних прав нації на вибір соціально-економічного і політичного ладу, на цілісну національну територію, економічну незалежність, на розвиток її мови і культури. За умов порушення цих прав та не лише, нації, як гарантію свого волевиявлення, мають право на самовизначення. З іншої сторони, народ (нація), який скористався можливістю реалізувати це право, стає носієм національного суверенітету. Отже, набуття національного суверенітету є результатом і метою національного самовизначення.
Державний суверенітет, здійснюваний багатонаціональною державою, повинен гарантувати суверенітет кожної з націй, що об'єдналися. Будь-яке державне утворення має поважати права нації на самовизначення і забезпечити гарантії цього права. Нація може існувати за відсутності національного суверенітету, але не держава без верховенства влади та самостійності на міжнародній арені, тобто без державного суверенітету.
Народний суверенітет стає національним, коли народ стає нацією, точніше, коли народ реалізує своє право на самовизначення.

## Історія концепції національного самовизначення

### Період національно-визвольних революцій XVIII-ХІХ ст
Право націй на самовизначення формально вперше було закріплене в Конституції Пилипа Орлика 1710 року на теренах української національної спільноти. Проте, фактично в політичній практиці цей принцип став опановуватися в XVIII ст. в Європі. Вперше це право реалізували 13 штатів Північної Америки, які на той час були залежними від метрополії — Великої Британії. Штати вимагали від короля права самим вирішувати свою долю, формувати державний устрій, бути єдиним представником на міжнародній арені та мати відносини з іншими народами на рівних правах.
За часів французької революції поняття народу та нації, народного суверенітету та національного стали тлумачились як тотожно-невід'ємні. Це було обумовлено формуванням у французів національної самосвідомості, визнання себе народом, який є єдиним носієм та джерелом суверенітету, і який повинен і може реалізувати своє право на самовизначення.
Великого значення право націй на самовизначення набуло в XIX ст. Цей період характеризується створенням великої кількості нових держав, саме національних держав. Підтвердження легітимності створення нових країн залежало від наявності фундаментальної основи держави — нації. Також, масово-поширеною стала ідея, що однією з умов демократії є утвердження націоналізму, який в свою чергу є продовженням лібералізму.

### Офіційне визнання права нації на самовизначення
Національне самовизначення стверджувалося як прогресивна концепція на противагу до принципу легітимності чи імперіальної політики. У Першій світовій війні держави Антанти частково висунули самовизначення як програму послаблення Центральних держав. Американський президент Вудро Вільсон уже в січні 1917 оголосив, що самовизначення є однією з цілей війни, а згодом ще кілька разів підтвердив це, зокрема у відомих 14 пунктах. Паризька мирна конференція 1919 непослідовно застосовувала принцип самовизначення до деяких сер.-сх.-європейських народів, не визнаючи його для інших. В ім'я самовизначення велася також ревізіоністична політика окремих народів, не задоволених з поверсальських порядків у часи Ліґи Націй. Ця організація лише частково респектувала принцип самовизначення. У ряді спірних територій проведено плебісцити, що вирішували голосуванням долю певної території і населення, до якої держави воно має належати. Зокрема право на самовизначення не було застосоване Мировою конференцією до українського народу. ООН у своїй хартії лише загально посилається на самовизначення (ст. 1, 2), проте пізніше його стверджено щодо колоніальних народів практично і теоретично (Декларація про надання незалежності колоніальним країнам і народам 14 грудня 1960).
Після Другої світової, охоплені міжнародним значенням та досвідом практики реалізації права націй на самовизначення, безліч африканських, азійських та латиноамериканських народів перейшли у відкриту національно-визвольну боротьбу. Принцип самовизначення протистояв сподіванням метрополій зберегти свої колонії, сприяв консолідації народів, що перебували на початковій стадії розвитку. Незважаючи на випадки порушення цього принципу, здійснення його нечесним шляхом, зловживанням ним, він набув всенародного визнання, його ефективність здійснювалась на рівні з швидкими темпами демократизації.

### Національне самовизначення в СРСР
Радянський уряд Росії з перших днів існування, посилаючись на попередні заяви компартії і писання В. Леніна, з метою пропаганди висунув гасло самовизначення (Декларація прав народів Росії 15 листопада 1917), проголосивши «право народів Росії на вільне самовизначення аж до відокремлення і утворення самостійної держави».
17 грудня 1917 російський Раднарком у ноті до уряду УНР визнав самовизначення України, але одночасно розпочав збройну війну проти української держави. Така політика виходила з комуністичного розуміння самовизначення як права робітничих класів (у дійсності компартії) вирішувати, чи сприяє самовизначення революційним цілям. На цій підставі в комуністичних державах здійснюється політика збереження великих екон.-політичних комплексів і «злиття націй».
Незалежно від цього, уряди Радянської Росії й УРСР часто посилалися на самовизначення (угода між РРФСР і УРСР від 28 грудня 1920, Ризький договір, протестні ноти з приводу приєднання Галичини до Польщі і т. д.), як також принципом самовизначення виправдувано приєднання західноукраїнських земель до УРСР у 1939—1945. Проте, конституції УРСР (1919, 1929, 1936) не згадують прямо принципу національного самовизначення.
У радянський конституційній теорії самовизначення виступає у зв'язку з правом виходу союзних республік з СРСР (див. Сецесія (право)). Донині не є вирішене питання, чи національне самовизначення є лише політичним принципом, чи також міжнародно-правним; більшість правників-позитивістів бере під сумнів останній висновок.

### Національне самовизначення в Україні
Український національний рух у XIX ст. посилався на самовизначення лише абстрактно («У своїй хаті, своя правда, і сила і воля…»), і лише М. Драгоманов уточнив його як політичну програму самоуправління, автономії в складі реорганізованої федеративної Росії чи Австрії. Гасло самостійності як мети самовизначення було поставлене лише в кін. XIX — на початку XX ст. (І. Франко, М. Міхновський, Ю. Бачинський). У держ.-політ. актах української революції 1917—1918 сильно відчутна ідея самовизначення тол. в універсалах («Хай український народ має право сам порядкувати своїм життям»; «Однині самі будемо творити своє життя»; «Твоєю силою, волею, словом стала на землі українській вільна Українська Народна Республіка»). Низка конституційних актів, прокламацій, дипломатичних нот і заяв українських урядів 1917—1921 посилається на засаду самовизначення у тому числі і на закон про національно-персональну автономію національних меншин (22 січня 1918). Державно-політичне становлення ЗУНР, як і її об'єднання з УНР (3 січня 1919), мотивовано як здійснення права українського народу на самовизначення. У тому ж дусі укладено протести проти заперечення цього права українцям окремих земель.

## Право на самовизначення національних меншин та націй
Право на самовизначення належить народу як нації. Регулювання належності цього права національним меншинам є проблематичнішим. Нація — це конкретно-історична форма спільності людей, об'єднаних єдиною мовою і територією, глибокими внутрішніми економічними зв'язками, певними рисами культури; це політично організований народ, який користується правом на самовизначення. Національна меншина — спільнота людей, яка утворилася у результаті відриву від своєї «історичної» нації і змушена проживати на території іншої держави у іншоетнічному оточенні, відрізняючись, таким чином, своєю мовою, культурою, звичаями та іншими самобутніми рисами.
Політичне самовизначення національних меншин може сприяти активізації сепаратистських рухів. 1991 року УРСР реалізувала своє право як нації на самовизначення, що цілком відповідало міжнародно-правовим засадам. Якщо національна меншина України, для прикладу поселення угорців на Закарпатті, без правового визначення(фактичного чи формального порушення їх прав) вимагатиме реалізації права на відокремлення, це в більшості випадків буде визнано сепаратистським нелегальним рухом.

## Сепаратизм та право націй на самовизначення
Питання щодо відокремлення національної меншини або нації породжує проблеми, вирішення яких повинно здійснюватися в рамках міжнародного права. Оскільки останнє передбачає принципи недоторканості кордонів, в більшості випадків кінцевим результатом є засудження, визнання нелегітимним та недопустимим відокремлення (сепаратизм). Проте, в конкретних випадках потрібно відмежовувати право націй на формування власної держави від сепаратизму. При цьому, кожного разу необхідно проаналізувати етнічний склад населення, що бажає відокремитися, чи володіє воно ознаками нації, і причини, що обумовлюють їх вийти зі складу багатонаціональної держави, для прикладу, тотальне правопорушення етнічних прав, дискримінація, відсутність можливості повноцінно розвиватися в межах власних культурних надбань та традицій, загроза асиміляції.

## Форми реалізації
Можна виділити такі форми реалізації права на самовизначення:
- сецесія, тобто відхід від багатонаціонального об'єднання в результаті волевиявлення щодо вибору державного устрою аж до відокремлення і формування своєї власної держави, яке передбачає свободу обирати інститути і символи держави;
- інкорпорація — добровільне об'єднання однієї нації з іншою (іншими) в рамках однієї держави на федеративній (конфедеративній) основі або створення національно-територіальної/культурної автономії в межах унітарної країни з правом самостійно вирішувати економічні та інші національно важливі питання;
- створення автономій — територіальних та культурних.

## Правове оформлення права націй на самовизначення
- 1945 — Статут ООН — ст. 1
- 1960 — Декларація про надання незалежності колоніальним країнам та народам(рос.) ст. 2 (визначені основні права націй та національних меншин)
- 1966 — Міжнародний пакт про економічні, соціальні і культурні права — ст. 1 та Міжнародний пакт про громадянські та політичні права — ст. 1
- 1970 — Декларація про принципи міжнародного права(рос.) — принцип рівноправності та самовизначення народів.

Також це право було закріплене в усіх конституціях СРСР. В Україні було закріплене VI Універсалом Центральної Ради 1918, Декларацією про державний суверенітет 1990 року.